# 邯郸市第二中学
邯郸市第二中学，位于河北省邯郸市，有南（主）校区在邯郸市贸易路158号，北校区在邯郸县黄梁梦镇十五里铺村西。
学校始建于1954年，占地面积200余亩。学校分为南北两个校区，北校区实行全寄宿制、封闭化管理；南校区实行走读制，学生可根据情况选择合适的学习环境。

## 校训
认真，严谨，勤奋，和谐。